# اسپایکر دی۸
اسپایکر دی۸ (Spyker D۸) خودرویی متعلق به اسپایکر کارز است که در سال‌های ۲۰۱۰ تا تولید شده‌است. طول آن در حالت طبیعی ۴٬۹۵۰ میلیمتر (۱۹۴٫۹ اینچ)، عرض آن در حالت طبیعی ۲٬۰۰۰ میلیمتر (۷۸٫۷ اینچ)، ارتفاع آن در حالت طبیعی ۱٬۷۷۵ میلیمتر (۶۹٫۹ اینچ) و وزن آن در حالت طبیعی ۱٬۸۵۰ کیلوگرم (۴٬۰۷۹ پوند) است.